# Valle del Mantaro
El valle del Mantaro o valle de Jauja(en el pasado también conocido como Valle de Hatun Mayu) es un valle fluvial interandino del Perú, formado por el río Mantaro y ubicado en el sur andino del departamento de Junín. Las provincias del valle son: Jauja, Concepción, Huancayo, Chupaca.

## Ubicación geográfica
El valle del Mantaro se ubica en el departamento de Junín, al este de Lima, en el centro de la Cordillera Central.

## Población
La población de todo el valle es de aproximadamente 1 millón de habitantes.

## Clima
- Templado y seco
- Precipitación pluvial anual de 760 mm

## Flora

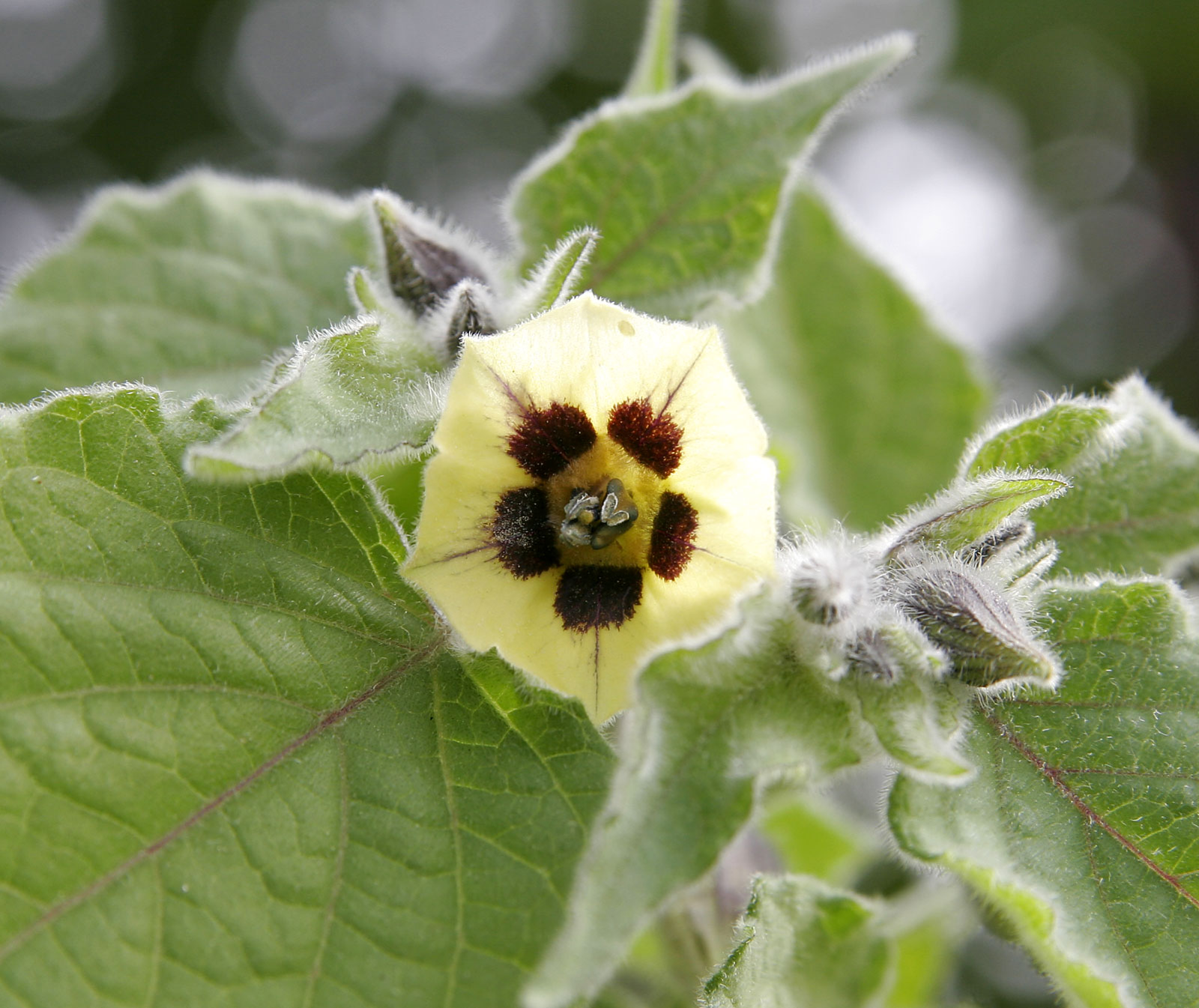
Flor del aguaymanto (Physalis pubescens).

Entre los principales árboles de la zona figuran el queñual (Polylepis spp.), el quishuar (Buddleia incana), el aliso (Alnus jorullensis), el molle (Schinus molle), la tara (Caesalpinia spinosa) y el eucalipto (Eucalyptus globulus), siendo este último introducido.
Los principales arbustos presentes en la zona son el chinchilcoma (Mutisia viciaefolia), el marco (Ambrosia peruviana), la chamana (Dodonaea viscosa), la retama (Spartium junceum, introducida de España), el tanquis o mutuy (Cassia spp.) y la chilca negra (Fluorencia macrophylla).
Entre las plantas cultivadas tenemos la papa, el maíz, la cebolla, la alcachofa, la haba, el trigo, la cebada, la avena, el col, la calabaza, la lechuga, la zanahoria, la arveja, la betarraga, el apio y el poro, entre otros.
Los frutales presentes en la zona son el tumbo (Passiflora mollisima), el capulí o aguaymanto (Physalis pubescens), la guinda (Prunus serotina), el manzano, el melocotón, el higo, el ciruelo y el níspero japonés, entre otros. 
Las flores más comunes de la zona son la cantuta (Cantua buxifolia), la rosa, el clavel, la fucsia, la copa de oro y muchas más.

## Fauna

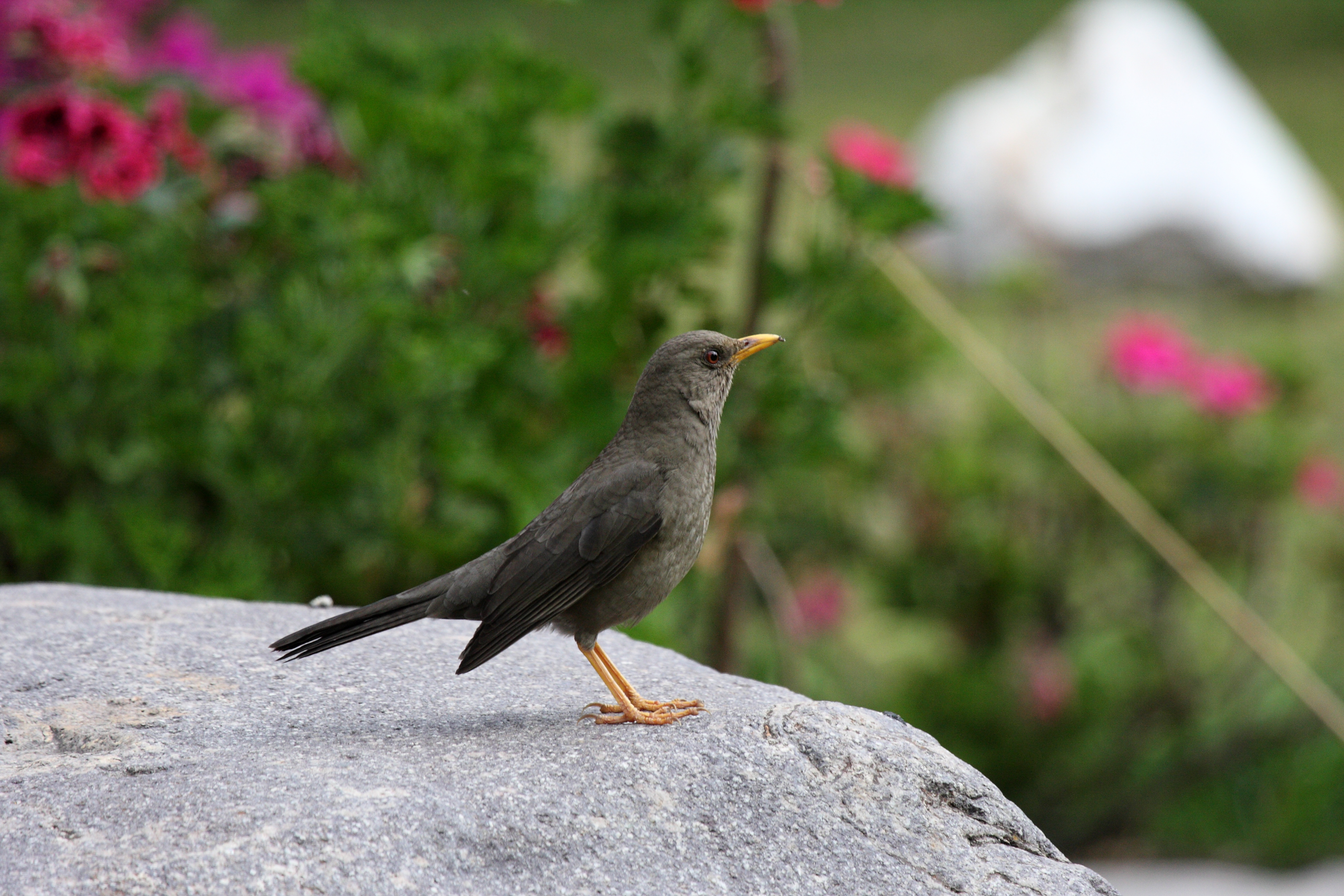
Un zorzal chiguanco (Turdus chiguanco).

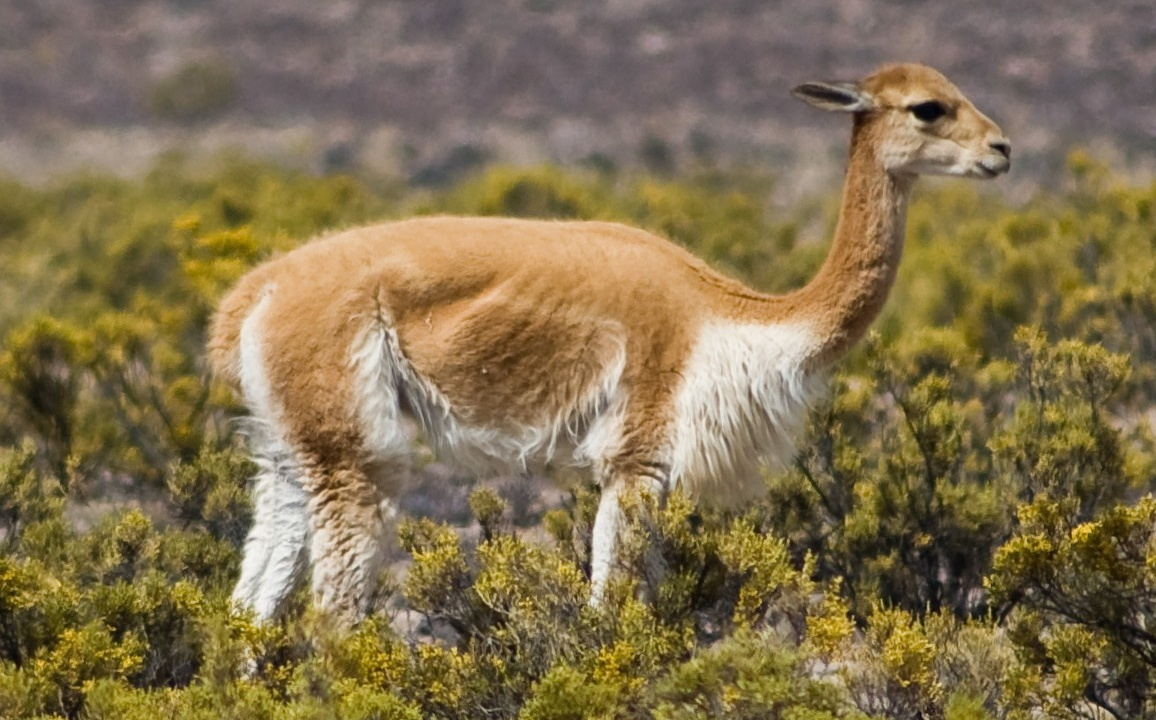
Una vicuña (Vicugna vicugna).

La zona del Valle del Mantaro cuenta con muchas aves silvestres, como la tórtola (Metriopelia melanoptera), la perdiz (Nothoprocta pentlandii), el zorzal chiguanco (Turdus chiguanco), el gorrión, el jilguero, el picaflor, el pato silvestre, la huallata (Chloephaga melanoptera) o la gaviota (Larus serranus). 
Algunos mamíferos silvestres de la zona son el zorrillo (Conepatus chinga), el venado (Odocoileus virginianus), la vicuña (Vicugna vicugna), la vizcacha (Lagidium peruanum) y el gato montés (Oncifelis colocolo).

## Turismo

### Espacios naturales
- Torre Torre

### Sitios arqueológicos
- Arhuaturo
- Umacoto (Sicaya)
- Coto Coto
- Hatunmalca
- Huacllimarca
- Huajlasmarca
- Huancas
- Huarivilca
- Pueblo Viejo
- Shucushmarca
- Quinlliyoc.
- Tunanmarca.
- Umpamalca.
- Watury (Huachac).
- Milenaria Ruinas de Sichriacuto (Pucucho)
- Salesiano Santa Rosa (Museo Histórico)